# فرودگاه اپینال–میریکورت
فرودگاه اپینال–میریکورت (به انگلیسی: Épinal – Mirecourt Airport) (به زبان بومی: Aéroport d'Épinal - Mirecourt) یک فرودگاه همگانی با کد یاتا EPL است که یک باند فرود آسفالت دارد و طول باند آن ۲۷۰۰ متر است. این فرودگاه در شهر اپینال کشور فرانسه قرار دارد و در ارتفاع ۳۳۰ متری از سطح دریا واقع شده است.